# Chapelle Sainte-Anne de Bulat-Pestivien
La chapelle Sainte-Anne est située à Bulat-Pestivien, en France.

## Localisation
La chapelle est située sur le territoire de la commune de Bulat-Pestivien, dans le département  des Côtes-d'Armor, en région Bretagne.

## Historique
La chapelle est construite de 1767 à 1770 par Lebrun.
Elle est inscrite à l'inventaire général du patrimoine culturel.

## Galerie

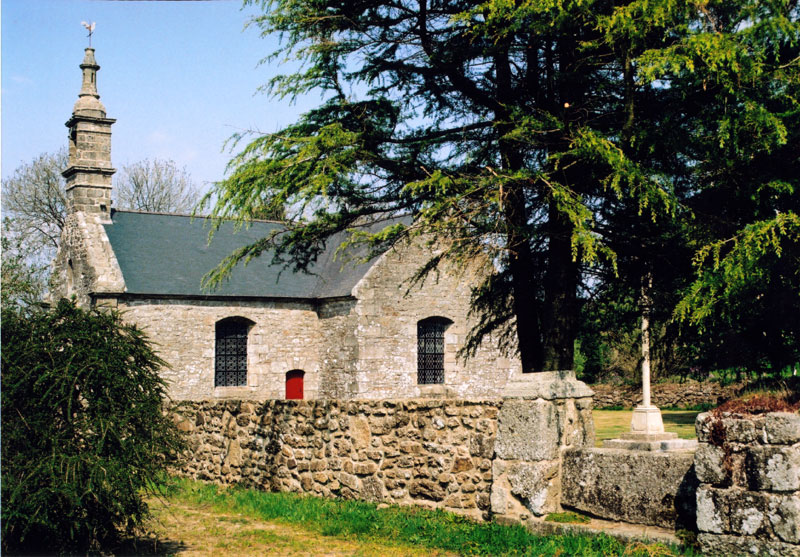
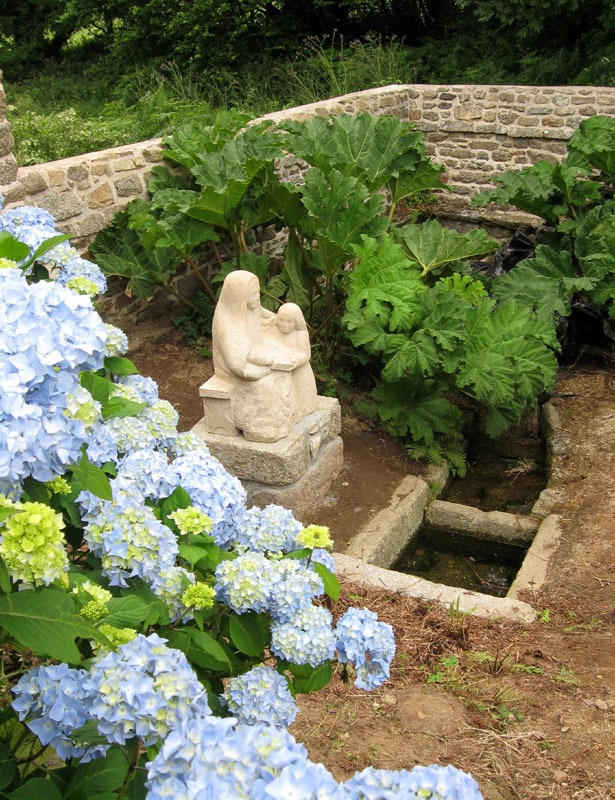